# Paepalanthus celsus
Paepalanthus celsus är en gräsväxtart som beskrevs av Tissot-sq. Paepalanthus celsus ingår i släktet Paepalanthus och familjen Eriocaulaceae. IUCN kategoriserar arten globalt som livskraftig.
Artens utbredningsområde är Ecuador. Inga underarter finns listade i Catalogue of Life.